# Anabittacus
Anabittacus is een geslacht van schorpioenvliegachtigen (Mecoptera) uit de familie hangvliegen (Bittacidae). De wetenschappelijke naam is voor het eerst geldig gepubliceerd door Douglas Eric Kimmins in 1929.

## Soort
Anabittacus is monotypisch en omvat slechts de soort:
- Anabittacus iridipennis Kimmins, 1929